# Exechopsis
Exechopsis is een geslacht van spinnen uit de familie hangmatspinnen (Linyphiidae). 

## Soorten
De volgende soorten zijn bij het geslacht ingedeeld:
- Exechopsis conspicua Millidge, 1991
- Exechopsis versicolor Millidge, 1991